# Pavetta bagshawei
Pavetta bagshawei är en måreväxtart som beskrevs av Spencer Le Marchant Moore. Pavetta bagshawei ingår i släktet Pavetta och familjen måreväxter.

## Underarter
Arten delas in i följande underarter:
- P. b. bagshawei
- P. b. leucosphaera